# 神职界修会修道院 (萨尔茨堡)

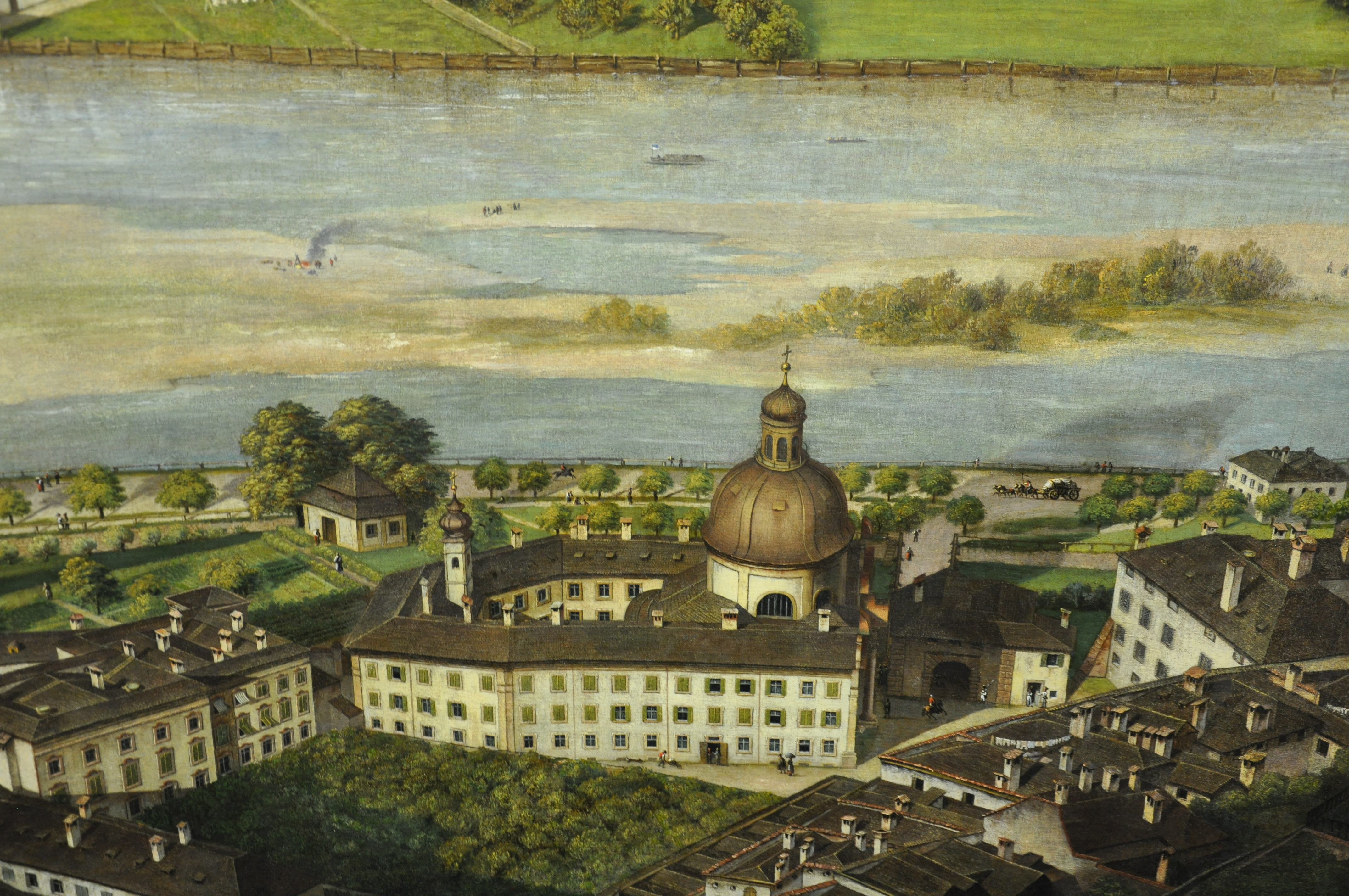
萨尔茨堡全景，约翰迈克尔·萨特勒，1825年至1829年。

神职界修会修道院（Theatinerkloster）是奥地利萨尔茨堡的一座历史建筑，位于嘉耶当广场1号。该建筑群目前是慈善兄弟医院（Barmherzige Brüder）。

## 历史
1809年修道院关闭。1810-1923年之间，以及第二次世界大战期间，此处开设军医院。1923年改为慈善兄弟医院（Barmherzigen Brüdern）。二战后，国际难民组织联合国善后救济总署一度设此。 1950年，被炸弹破坏的建筑物归还给慈善兄弟医院，经大规模整修后医院重新开放。  

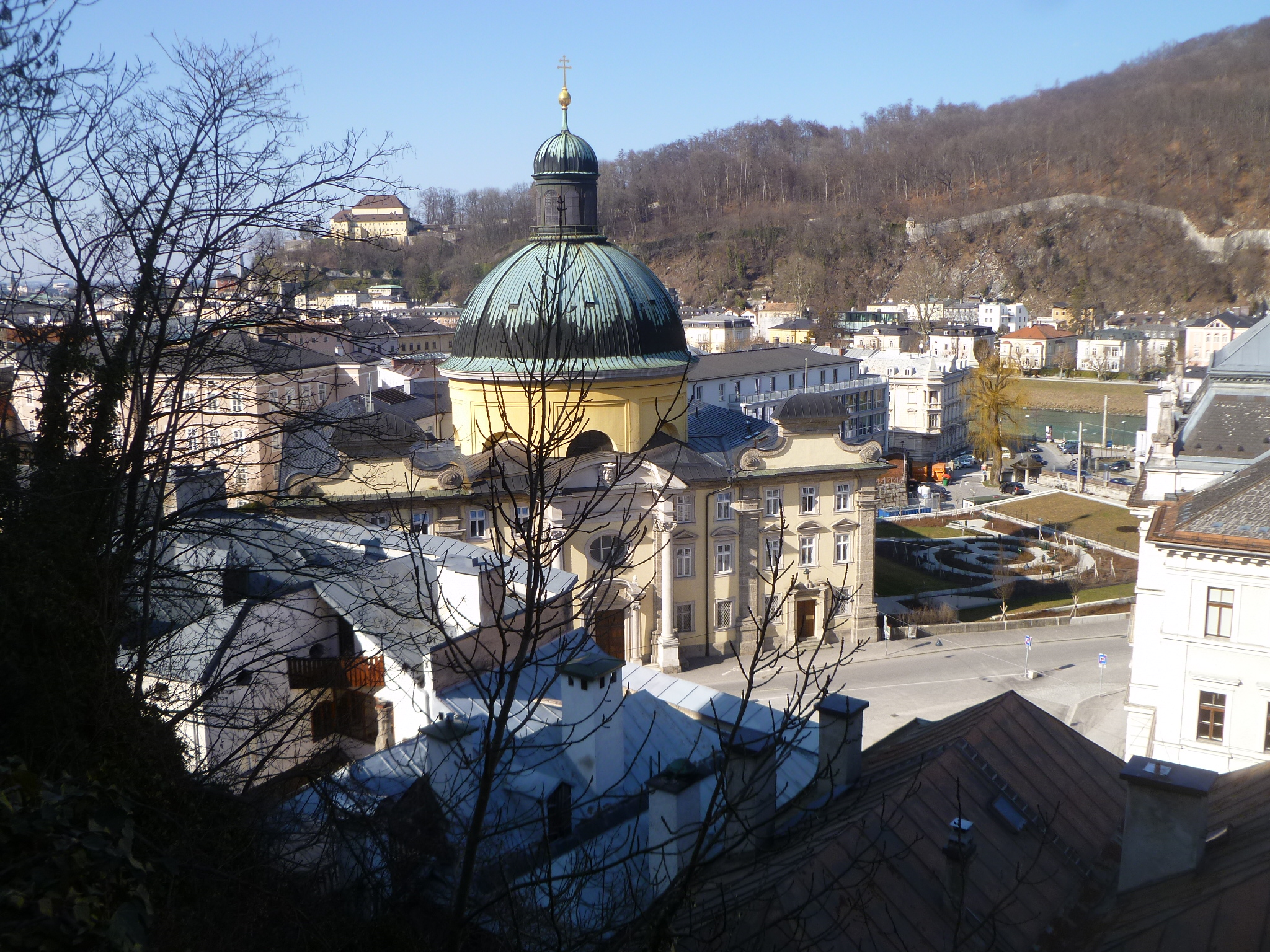
圣嘉耶当堂